# 光依赖反应
光依赖反应是指参与光合作用的光化学反应。光依赖反应主要在叶绿体的内膜上进行的。光反应产生三磷酸腺苷和烟酰胺腺嘌呤二核苷酸磷酸。